# 紅水溝堡
紅水溝堡，原稱為打那美堡，是台灣北部自清治時期至日治初期的一個行政區劃，其範圍即今宜蘭縣的冬山鄉中部。
紅水溝堡西邊為浮洲堡，北邊為清水溝堡、羅東堡，東南邊為利澤簡堡，南邊為蕃地。

## 管轄街庄
紅水溝堡共轄8個庄：
- 今冬山鄉境內：冬瓜山、阿兼城庄、鹿埔庄、順安庄、打那美庄、員山庄、太和庄、香員宅庄